# Cedric Smith
Cedric Smith (Bournemouth, ...) è un attore britannico naturalizzato canadese.

## Carriera
Ha vinto un Gemini Awards per la migliore interpretazione di un attore protagonista in un ruolo drammatico nel 1993 per la sua parte in La strada per Avonlea. Ha avuto un ruolo ricorrente nella prima stagione della serie Mutant X, dove ha recitato con la sua ex moglie Catherine Disher.
Ha anche prestato la voce al Mentore nella serie animata di breve durata Silver Surfer. È stato anche il doppiatore originale del Professor X nella serie animata Insuperabili X-Men.

## Filmografia parziale

### Cinema
- Veloci di mestiere (Fast Company), regia di David Cronenberg (1979)
- Bayo, regia di Mort Ransen (1985)
- Samuel Lount, regia di Laurence Keane (1985)
- Millennium, regia di Michael Anderson (1989)
- Spiritika 3 - A letto con il demonio (Witchboard III: The Possession), regia di Peter Svatek (1995)

### Televisione
- Anna dai capelli rossi (Anne of Green Gables), regia di Kevin Sullivan – film TV (1985)
- I Campbell (The Campbells) – serie TV, 87 episodi (1986-1990)
- Street Legal – serie TV, 4 episodi (1987-1993)
- Adderly – serie TV, un episodio (1988)
- Venerdì 13 (Friday the 13th: The Series) – serie TV, un episodio (1988)
- Ai confini della realtà (The Twilight Zone) – serie TV, un episodio (1988)
- Alfred Hitchcock presenta (Alfred Hitchcock Presents) – serie TV, 2 episodi (1988-1989)
- La guerra dei mondi (War of the Worlds) – serie TV, un episodio (1989)
- La strada per Avonlea (Road to Avonlea) – serie TV, 91 episodi (1990-1996)
- Oltre la realtà (Beyond reality) – serie TV, un episodio (1991)
- E.N.G. - Presa diretta (E.N.G.) – serie TV, un episodio (1992)
- Kung Fu: la leggenda continua (Kung Fu: The Legend Continues) – serie TV, un episodio (1993)
- Forever Night – serie TV, un episodio (1994)
- Million Dollar Babies, regia di Christian Duguay – film TV (1994)
- Hiroshima, regia di Koreyoshi Kurahara e Roger Spottiswoode – film TV (1995)
- F/X (F/X: The Series) – serie TV, un episodio (1997)
- Highlander: The Raven – serie TV, un episodio (1998)
- An Avonlea Christmas, regia di Stefan Scaini – film TV (1998)
- Blue Murder – serie TV, un episodio (2001)
- Mutant X – serie TV, un episodio (2001)
- Pianeta Terra - Cronaca di un'invasione (Earth: Final Conflict) – serie TV, un episodio (2002)
- Relic Hunter – serie TV, un episodio (2002)
- Soul Food – serie TV, un episodio (2002)
- Veritas: The Quest – serie TV, un episodio (2003)
- Doc – serie TV, un episodio (2003)
- Alla corte di Alice (This Is Wonderland) – serie TV, un episodio (2006)
- The Company – serie TV, 2 episodi (2007)
- The Kennedys – serie TV, un episodio (2011)
- I misteri di Murdoch (Murdoch Mysteries) – serie TV, un episodio (2012)
- Copper – serie TV, 3 episodi (2012-2013)

## Doppiaggio
- Heavy Metal, regia di Gerard Potterton (1981)
- Insuperabili X-Men (X-Men) – serie TV, 75 episodi (1992-1997)
- Brividi e polvere con Pelleossa (Tales from the Cryptkeeper) – serie TV, 2 episodi (1993-1994)
- Spider-Man - L'Uomo Ragno (Spider-Man) – serie TV, 2 episodi (1995)
- Silver Surfer – serie TV, 2 episodi (1998)
- Rescue Heroes - Squadra soccorso (Rescue Heroes) – serie TV, un episodio (2002)
- Totally Spies! - Che magnifiche spie! (Totally Spies!) – serie TV, un episodio (2005)
- Mysticons – serie TV, 2 episodi (2018)

## Doppiatori italiani
Nelle versioni in italiano delle opere in cui ha recitato, Cedric Smith è stato doppiato da:
- Eugenio Marinelli in Veloci di mestiere
- Guido De Salvi ne I Campbell
- Stefano Mondini in La strada per Avonlea
- Dario Penne ne I misteri di Shadow Island